# 新都城大廈
新都城大廈（英語：Metropole Building）是香港一幢綜合用途建築物，位置前身是開業於1918年的名園遊樂場的前半部份，共分 A、B、C、D 四座，由著名香港建築師司徒惠設計，位於香港島北角英皇道416至438號，鄰近糖水道交界，距離港鐵北角站、東區走廊出口、香港電車北角總站、北角碼頭及其巴士總站都非常接近。

## 簡介
新都城大廈第一期（A、B 座）於1967年入伙，第二期（C、D 座）於1972年10月入伙，整個屋苑共分為4座，每座樓高25層，A，B 及 C 座公眾走廊相連相通，類似公共屋邨設計，整個屋苑共有1,037個單位。根據圖則顯示，屋苑現址本來規劃興建三座與後方百福大樓、鴻福大樓及幸福大樓相似的長形大廈，後來改為現時設計。大廈地面一至三樓設有美食廣場，內有薩莉亞意式餐廳、大家樂等餐廳，面積達16萬平方呎，商場地庫則有AEON LIVING PLAZA、豐澤電器、Bossini、G2000、鴻福堂等商號。新都城大廈是北角區歷史較長、規模較大和廣為人知的購物地點，亦為該區地標之一。
2010年末，新都城大廈展開屋苑有史以來最大規模的翻新工程，更換電梯，翻新大堂、走廊、喉管等設施，工程於2011年上半年完工。

## 歷史
六七暴動期間，新都城大廈、僑冠大廈和明園大廈，被港英警察當局視作左派暴亂的主要據點，因其業主「大元置業公司」由鬥委會委員王寬誠所擁有。皇家香港警察曾聯同駐港英軍，於1967年8月4日使用直升機空降該三幢大廈圍搜左派人士。

## 外部連結
维基共享资源上的相關多媒體資源：新都城大廈